# Lhota-Vlasenice
Lhota-Vlasenice é uma comuna checa localizada na região de Vysočina, distrito de Pelhřimov.